# Erva-patinha

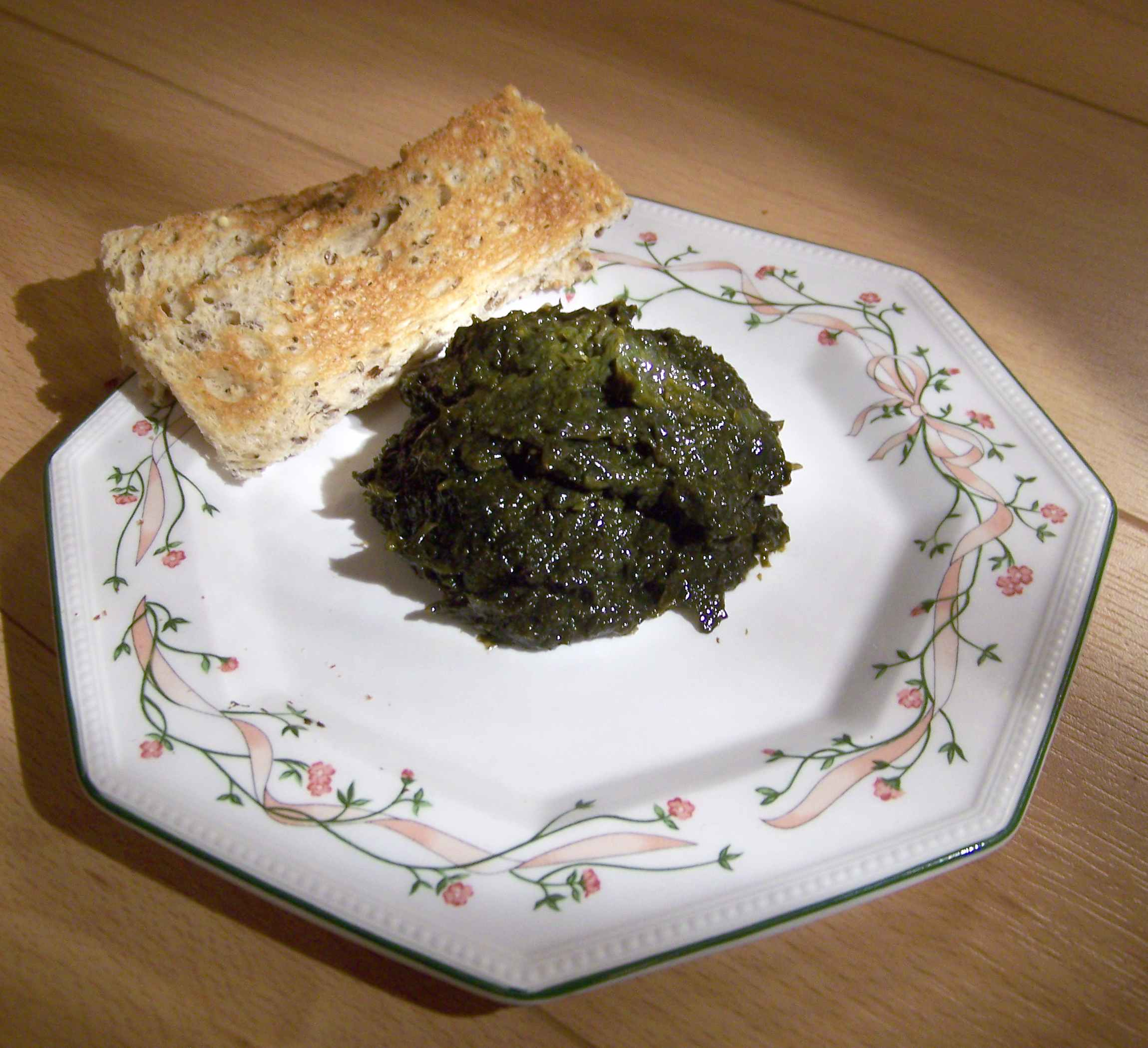
Torta de erva-patinha.

Erva-patinha é o nome comum dado a várias espécies de algas marinhas talosas pertencentes aos géneros Ulva e Porphyra utilizadas na alimentação humana nas comunidades costeiras das bacias do Atlântico Norte e do Mediterrâneo, com destaque para os Açores. A erva-patinha é usada na confecção de tortas salgadas (omeletes) e de outras preparações culinárias, com destaque para o arroz guisado usado tipicamente para acompanhar pratos de peixe frito.
O nome erva-patinha pode referir-se a:
- Ulva intestinalis L., a erva-patinha, erva-do-calhau ou erva-patinha-verde, muito utilizada na confecção de tortas nos Açores;[5][6]
- Porphyra umbilicalis Kützing, a erva-patinha-castanha, geralmente utilizada em pratos de arroz e em guisados de peixe, tem particular destaque na gastronomia açoriana, quando frita[4]. Outras espécies deste género são utilizadas no Extremo Oriente sob o nome de nori (no Japão) e kim (na Coreia) na confecção de diversos pratos, entre os quais os de sushi.

Em outras regiões o mesmo nome aparece referido a diversas espécies do género Porphyra, algas vermelhas membranosas típicas das pequenas poças da zona intertidal superior.